# Ложная цель
Ложная цель (ЛЦ), в военном деле — устройство, сооружение, образование или средство, имитирующее реальный защищаемый объект по сигнальным характеристикам, параметрам движения (если объект движется) и иным существенным для распознавания признакам и предназначенное для отвлечения средств радиоэлектронного вооружения от действительной цели (защищаемого объекта).

## Применение
Ложные цели нашли широкое применение в авиационной, ракетной и иных вооружениях, военной технике, фортификационных сооружениях и так далее. Обычно ложные цели (так называемая ложная цель на траектории) используются для противодействия информационным средствам противоракетной обороны противника путём имитации баллистических и сигнальных характеристик боевых блоков для затруднения целераспределения огневых средств ПРО.
- Средства преодоления ПРО — ложные боевые блоки и пр.
- Ложные цели, выступающие в качестве приманки для средств ПВО противника (напр. американская MALD).
- Средства инфракрасного противодействия при борьбе с ракетами ПЗРК и т. п.
- Ложные аэродромы, устраиваемые с целью отвлечения внимания противника от настоящих[1].
- Имитаторы наземных военных объектов (надувные танки и пр.).
- Имитаторы подводных лодок.

## Ложные цели МБР
Имеются следующие виды ложных целей МБР:
Активные ЛЦ — генерируют сигналы или производят другие действия, имитирующие боевой блок.
Большинство активных ложных целей фактически являются устройства РЭБ, так как предназначены для создания помех работающим РЛС. При этом ложная цель, получая данные облучения от РЛС, может генерировать ложный ответный сигнал, имитируя отражения радиолуча от боеголовки. Также активные ложные цели могут ставить помехи РЛС наведения противоракет.
Лёгкие ложные цели — предназначены для имитации на внеатмосферном участке полёта радиолокационных характеристик боевых блоков МБР. Делятся на надувные и раздвижные. Обычно применяются при полёте в вакууме, так как при полёте в атмосфере начинают отставать от более тяжелых боеголовок.
Надувные ложные цели представляют собой надувные шары с металлизированной плёнкой, которые имеют сходные характеристики радиоотражения, как и боеголовки. Чтобы боеголовку не удалось различить РЛС высокого разрешения по геометрическим характеристикам, то есть фактически по внешнему виду в радиодиапазоне, боеголовки также могут во время полёта в вакууме находиться внутри таких же надувных шаров. Некоторые надувные цели имитируют по внешнему виду боеголовку.
Сетчатые ложные цели представляют пружинную конструкцию, которая раскладывается. Фактически может являться дополнением для распыляемых дипольных отражателей, то есть крупными дипольными отражателями против загоризонтных РЛС предупреждения об ракетном нападении работающих в длинноволновом диапазоне.
Если боеголовка сама не размещается внутри надувного шара с металлизированной оболочкой, чтобы быть неразличимой другими ложными целями, то боеголовку покрывают либо радиопоглощающим материалом, либо, наоборот, дополнительными отражателями для выравнивания радиотражающих характеристик с легкими ложными целями.
Тяжёлые ложные цели — применяются на внеатмосферном и атмосферном участках траектории боеголовок. Масса тяжёлых ЛЦ может составлять до нескольких десятков килограммов. Тяжёлые ложные цели могут образовываться разрушением корпуса последней ступени ракеты или ступени разведения после отделения всех боеголовок. Необходимость использования тяжелых ложных целей связана с тем, что легкие ложные цели по мере входа в атмосферу тормозятся быстрее, тем самым предоставляя системе ПРО возможность отличить их от настоящих боеголовок.
Обычно тяжёлая ложная цель комбинирует две следующие технологии ложной цели.
- Квазитяжелая ложная цель — специальная ложная цель, которая легче боевого блока, но имитирует его траекторию. Для этого оборудована собственным твердотопливным двигателем доразгона для компенсации торможения.
- Плазменная ложная цель — тяжёлая ложная цель, в состав которой входит специальный плазмообразующий заряд, при горении которого выделяется количество энергии, соизмеримое с выделяемой при торможении боевого блока. Обычно используется в составе квазитяжелой ложной цели, чтобы компенсировать разницу свечения от нагрева настоящего боевого блока и ложной цели, так как они могут быть изготовлены из разных материалов.

Обычно квазитяжелая ложная цель имеет ещё встроенные технологии легкой ложной цели из надувных или сетчатых элементов, чтобы при полёте в космосе быть неотличимой от настоящих боевых блоков (обычно квазитяжелые ложные цели меньше по размерам и весу, чем боевые блоки).